# Jens Frederick Larson
Jens Frederick Larson (ur. 10 sierpnia 1891 w Bostonie, zm. 6 maja 1981 w Winston-Salem) – amerykański as myśliwski okresu I wojny światowej. Odniósł 9 zwycięstw powietrznych.
Był synem Leonarda Larsona, rzeźbiarza z Bostonu. Ukończył Harvard Graduate School of Applied Sciences. Przed wybuchem wojny pracował w Kanadzie w firmie architektonicznej Brown and Vallence w Montrealu, następnie pracował w Szkocji dla Jamesa Burneta i w Londynie dla Edwarda Colcuta, prezesa Royal Institute of British Architects. Tuż przed wybuchem I wojny światowej powrócił do Kanady.
Zaciągnął się do armii kanadyjskiej w 1915 roku. Służył w artylerii do momentu przeniesienia do Royal Flying Corps – 19 października 1916 roku. Był jednym z pilotów, którzy zostali skierowani do No. 84 Squadron RAF w momencie jego utworzenia.  
Pierwsze zwycięstwo powietrzne odniósł nad 26 listopada 1917 roku nad niemieckim samolotem Albatros D.V w okolicach  Fonsomme. Ostatnie zwycięstwo powietrzne odniósł 6 kwietnia 1918 roku. Wszystkie zwycięstwa odniósł na samolocie Royal Aircraft Factory S.E.5.
Po zakończeniu wojny Larson powrócił do Stanów Zjednoczonych i został znanym architektem. Był współwłaścicielem firmy Larson & Wells.
Zmarł w 1981 roku w Winston-Salem.